# Yehuda Chitrik
Yehuda Chitrik (Krasnaluk, 28 agosto 1899 – Brooklyn, 14 febbraio 2006) è stato un filosofo, mistico e scrittore russo, ebreo ortodosso naturalizzato statunitense, Mashpia della comunità chassidica Chabad-Lubavitch di Brooklyn (New York).

## Biografia
Yehuda Chitrik nacque nel 1899 a Krasnaluk, un piccolo shtetl ebraico in Russia, in una rinomata famiglia Lubavitch che risale ai Chassidim dell'Alter Rebbe. All'età di 14 anni, iniziò a studiare presso la Yeshiva Tomchei Temimim nel villaggio di Lubavitch, dove incontrò il quinto Rebbe Chabad, Rabbi Sholom Dovber Schneersohn. Nei successivi 12 anni, viaggiò per varie comunità ebraiche insieme alla Yeashiva, poiché le difficoltà causate dalla prima guerra mondiale, dalla Rivoluzione Bolscevica e dalle pressioni economiche che gli ebrei dovevano sopportare, spingeva la Yeshiva a spostarsi frequentemente.
Nel 1926 Chitrik sposò Kayla Tomarkin, la figlia di Rabbi Aharon Tomarkin, un rabbino di Cracovia, Ucraina, e iniziò ad officiare come Shochet (macellaio rituale) finché il governo russo fece chiudere i macelli rituali. In questo periodo incontrò anche Rabbi Menachem Mendel Schneerson, che in seguito sarebbe diventato il settimo Rebbe Lubavitcher.

### Dopo l'Olocausto
Nel tumulto che seguì la seconda guerra mondiale e l'Olocausto, Rabbi Chitrik e la sua famiglia si trasferirono in Belgio con l'intenzione di continuare per gli Stati Uniti. Ma il sesto Rebbe Chabad, Rabbi Yosef Yitzchok Schneersohn, riconoscendo le sue abilità, gli chiese di rimanere in Belgio per sostenere la comunità e diffondere l'ebraismo ortodosso e il calore chassidico tra i molti profughi che si erano stabiliti in quel paese.
Nel 1949 emigrò a Montréal, in Canada, dove venne nominato Mashpia presso la filiale della Yeshiva Lubavitcher ivi stabilita. Dopo la morte della moglie nel 1983, si trasferì a Brooklyn.
Rabbi Chitrik è stato il più anziano chassid Chabad per molti anni e ha servito quale fonte di conoscenza e ispirazione per molti. Ha avuto quattro figli e diciotto nipoti e ha lasciato oltre 300 discendenti in totale. Molti di questi sono rabbini e leader spirituali sparsi per il mondo; tra di loro c'è suo genero Rabbi David Moshe Lieberman, che officia in qualità di Rabbino Capo ad Anversa, in Belgio. Altri discendenti officiano in Turchia, Cina, Germania, Australia, Israele, Canada, Uruguay, Brasile, Ucraina, Inghilterra e molte città degli Stati Uniti: Bedford, Filadelfia, New York City; Munster; Oak Park (Michigan).

## Opere
- Reshimot Devorim, quattro volumi.
- From My Father's Shabbos Table, A Treasury of Chabad Chassidic Stories